# Шахтний стовбур

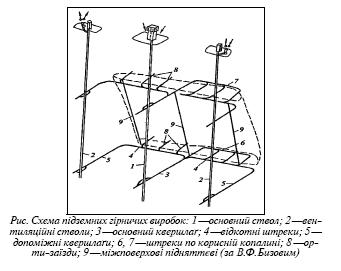

Шахтний ствол

Шахтний стовбур чи ствол — вертикальна капітальна гірнича виробка, яка має безпосередній вихід на земну поверхню і призначена для обслуговування підземних гірничих робіт. Через шахтні стволи видають на поверхню корисні копалини, породу, матеріали, обладнання, людей і здійснюють провітрювання шахти.

## Історія
Відомо про використання вертикальних гірничих виробок понад 4500 років тому у кременевих шахтах Граймс-Грейвс (графство Норфолк, Східна Англія). Для видобування кременю використовувались колодязеподібні ями глибиною до 8-13 м, від яких в боки відходили штольні.
Докладно шахтні стовбури описані у роботі Георга Агріколи (1494—1555) «De Re Metallica» (1556): «Відкривши рудну жилу, гірник приступає до проходки шахтного стовбура, встановлює коловорот і будує над шахтним стволом намет… Стовбур проходять довжиною 2, шириною 2/3 сажні (німецький гірничий сажень мав довжину 17 м) і на глибину 13 сажнів, але для з'єднання зі штольнею, яка проводиться заздалегідь, стовбур можна пройти на глибину 8, а іноді до 14 сажнів або більше. Стовбур може бути вертикальним або похилим залежно від того, чи є жила, яку досліджують рудокопи, вертикальною або похилою».
До початку XIX століття для розвідки та розробки неглибоких покладів корисних копалин повсюдно застосовувались дудки — вертикальні гірничі виробки круглого або овального перерізу діаметром 0,8—1 м, глибиною до 20 м. Із впровадженням у гірничому виробництві парових машин можливості будівництва та використання глибоких шахтних стволів стають більш доступними завдяки механізації шахтного підйому та водовідливу. На сьогодні глибина стволів найглибших рудників перетнула межу 3000 м (рудний район Вітватерсранд, ПАР).

## Класифікація
Залежно від основного призначення, шахтні стовбури поділяють на головні і допоміжні.
Головний ствол використовується для підйому на поверхню корисної копалини.
Допоміжні стволи відповідно до їхніх функцій поділяють на:
- вантажо-людські — для спуску і підйому людей (клітьові стволи), матеріалів, обладнання і
- вентиляційні — для провітрювання (часто вентиляційним називають ствол, через який видається відпрацьований струмінь повітря; ствол для подачі свіжого струменю називають повітряподавальним).

## Загальна характеристика
Стовбур шахти — капітальна вертикальна або похила гірнича виробка, що має вихід на земну поверхню й призначена для розкриття родовищ і обслуговування підземних робіт. Залежно від призначення розрізняють головні, скіпові, допоміжні та вентиляційні стовбури. Головний стовбур розташовується на центр. майданчику шахти і служить для підіймання вугілля та породи на поверхню; допоміжний — для спускання та підіймання людей, машин, матеріалів; вентиляційний — для подавання в шахту свіжого або виведення з неї забрудненого повітря. Допоміжний стовбур може бути також вентиляційним — для подачі в шахту свіжого повітря. Верхня частина С.ш., що виходить на земну поверхню, наз. гирлом (іноді коміром); нижня (нижче за горизонт пристовбурного двору) — зумпфом. Поперечний перетин С.ш. має круглу, рідше прямокутну або еліптичну форму. Діаметр вертикальних С.ш. сучасних шахт зазвичай складає 6 — 9 м, глиб. від кількасот метрів до 3-3,5 км. Похилі стовбури мають прямокутну, аркову, круглу форми, стінки стовбурів закріплюють бетоном, залізобетоном і металевими або залізобетонними тюбінгами; в міцних стійких породах — набризк-бетоном. Армування С.ш. включає металеві горизонтальні елементи (розпори або розстріли) і вертикальні елементи (провідники), що забезпечують плавний рух скіпів і клітей. Споруджують С.ш. за допомогою бурової проходки або буропідривних робіт. Швидкість проходження сягає до 130—150 м/місяць і більше.

## Конструкція шахтного стовбура та окремі елементи
Верхня частина ствола, що виходить на земну поверхню, називається гирлом (шийка стовбура); нижня (нижче за горизонт приствольного двору) — зумпфом. Поперечний перетин шахтних стволів буває круглим, іноді — прямокутним, рідше — еліптичним. Діаметр вертикальних стволів сягає 9 м, глибина 3-3,5 км. Стінки стволів закріплюють бетоном, залізобетоном і металевими або залізобетонними тюбінгами; в міцних стійких породах — набризк-бетоном. Армування ствола містить звичайно металеві горизонтальні елементи (розстріли) і вертикальні елементи (провідники), що забезпечують плавний рух скіпів і клітей. Споруджують стволи за допомогою буропідривних робіт, бурильних установок і стволопрохідницьких агрегатів.